# Parlamentswahl in Åland 2007
- SOC: 3
- C: 8
- LIB: 10
- FS: 3
- ObS: 4
- ÅF: 2

Die Parlamentswahlen 2007 auf den Åland-Inseln für die Lagting, das Regionalparlament der Åland-Inseln, fanden am 21. Oktober 2007 statt. Alle 30 Sitze standen zur Wahl für eine vierjährige Amtszeit nach dem Verhältniswahlrecht zur Verfügung. Die Åland Progress Group nahm nicht an den Wahlen teil, da ihr einziges Mitglied der Lagting, Ronald Boman, sich für den Rücktritt entschied, während eine neue Organisation, die HUT-Gruppe, ihre erste Wahl erfolglos ablehnte. Die Liberalen für Åland gewannen bei den Wahlen die meisten Sitze und bildeten eine Regierung mit dem Åland-Zentrum, in der die Liberale Viveka Eriksson neuer Premierminister wurden.

## Ergebnis
Letztendlich erlitten zwei der Parteien in der Regionalregierung, die Freisinnige Zusammenarbeit (FS) und die Åland-Sozialdemokraten (SOC), schwere Verluste, wobei die sozialdemokratische Vertretung in der Lagting halbiert wurde und die Freisinnige Zusammenarbeit zum ersten Mal in der Geschichte der Partei unter 10 % der Stimmen fiel. Die dritte Partei in der Regierung, das Åland-Zentrum, legte knapp zu. Sieger der Wahl waren die Liberalen für Åland, die den Mantel als größte Partei zurückforderten und zum ersten Mal in der Geschichte der Partei die 30 %-Marke überschritten.  
Die erheblichen Verluste für die Freisinnige Zusammenarbeit und die Sozialdemokraten lassen sich zum Teil durch die Unzufriedenheit mit der Regierung erklären, ebenso wie durch den Rücktritt der populären Mitglieder der Lagting, Harriet Lindeman (FS) und Lasse Wiklöf (Sozialdemokraten). Mit der Wahl kehrte auch der ehemalige Åland-Abgeordnete und Abgeordnete des Lagting Gunnar Jansson für die Liberalen zurück, der mit 745 Stimmen (5,6 % aller abgegebenen Stimmen) der beliebteste Kandidat der Liberalen wurde. Das ehemalige Mitglied der Lagting, Lantråd (Regierungschef von Åland) und der kürzlich zurückgetretene Abgeordnete des finnischen Parlaments, Roger Jansson (FS), erhielten zwar nicht so viele Stimmen wie Gunnar Jansson, wurden aber ebenfalls gewählt.

### Wahlergebnis
| Partei          | Partei                                   | Stimmen | Stimmen | Stimmen | Sitze  | Sitze |
| Partei          | Partei                                   | Anzahl  | %       | +/−     | Anzahl | +/−   |
| --------------- | ---------------------------------------- | ------- | ------- | ------- | ------ | ----- |
|                 | Liberale auf Åland (LIB)                 | 4.173   | 32,6    | ▲8,5    | 10     | ▲3    |
|                 | Åländisches Zentrum (C)                  | 3.106   | 24,2    | ▲0,1    | 08     | ▲1    |
|                 | Ungebundene Sammlung (ObS)               | 1.571   | 12,3    | ▲2,9    | 04     | ▲1    |
|                 | Ålands Sozialdemokraten (SOC)            | 1.512   | 11,8    | ▼7,2    | 03     | ▼3    |
|                 | Freisinnige Zusammenarbeit (FS)          | 1.235   | 09,6    | ▼4,0    | 03     | ▼1    |
|                 | Ålands Zukunft (ÅF)                      | 1.069   | 08,3    | ▲1,8    | 02     | ▬     |
|                 | Gruppe für nachhaltige Entwicklung (HUT) | 0.153   | 01,2    | Neu     | 0      | Neu   |
| Gesamt          | Gesamt                                   | 13.166  | 100,0   |         | 30     | ▬     |
| Wahlbeteiligung | Wahlbeteiligung                          | 67,8 %  |         |         |        |       |